# ماريانو إس. بيشوب
ماريانو إس. بيشوب (بالإنجليزية: Mariano S. Bishop)‏ هو لاعب كرة قدم أمريكي، ولد في 14 نوفمبر 1906، وتوفي في 2 يناير 1953. لعب مع Ponta Delgada S.C. ‏.